# Gulskärs bådarna
Gulskärs bådarna är klippor nära Pensar i Nagu,  Finland.   De ligger i Pargas stad i landskapet Egentliga Finland. Ön ligger omkring 4 kilometer söder om Pensar, omkring 15 kilometer sydost om Nagu kyrka,  38 kilometer söder om Åbo och 160 km väster om Helsingfors. Närmaste allmänna förbindelse är förbindelsebryggan vid Pensar som trafikeras av M/S Nordep.
Terrängen runt Gulskärs bådarna är platt.  Närmaste större samhälle är Nagu, 14,6 km nordväst om Gulskärs bådarna. 